# ハイブリッドロケット

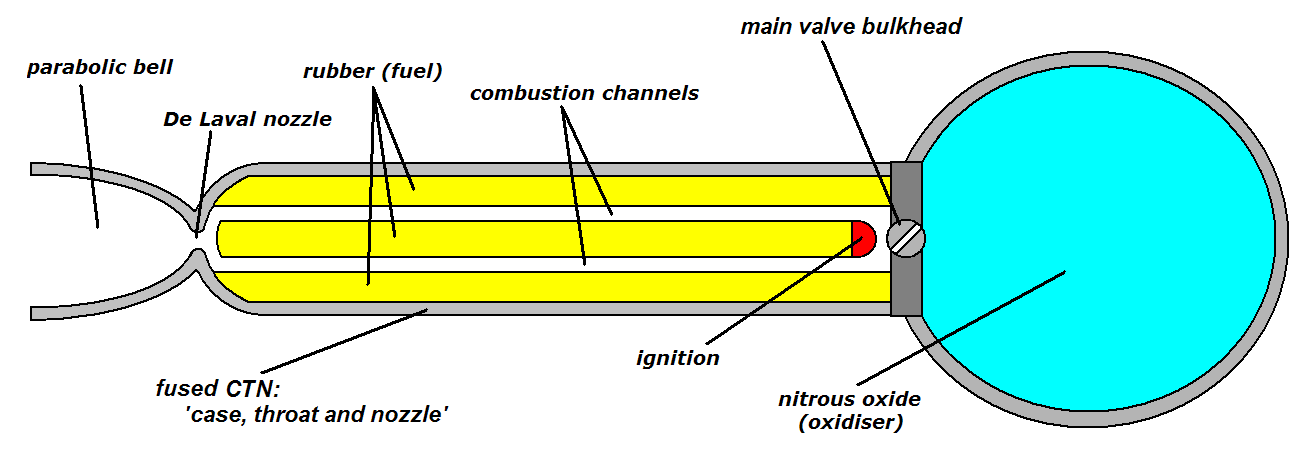
スペースシップワンが使用したハイブリッドロケットエンジンの模式図。中央の燃焼室には固体燃料（黄色）がおかれている。右の圧力タンクから酸化剤（水色）が流れ込み、点火装置（赤）により点火される。生成した燃焼ガスは左のノズルから噴出される。

ハイブリッドロケット (英: hybrid rocket) は、相の異なる2種類の推進剤からなるロケットエンジンシステムである。最も一般的なものは、固体燃料がおかれた燃焼室へ液体か気体の酸化剤を供給する事によって燃焼を起こし、生成したガスを噴射してその反動で進む。

## 概要
最も単純なハイブリッドロケットの形式は、高圧で充填された液体または気体の酸化剤をバルブで制御することで燃焼室に導き、燃焼室内に成形済みの固体燃料と反応することで燃焼する。燃焼ガスはポートと呼ばれる燃焼室内の燃料間に形成された通路を通り、ノズルから噴出して反動で推力を生み出す。酸化剤には通常、気体か液体酸素もしくは酸化窒素等を使用する。燃料にはABS樹脂やアクリル樹脂や合成ゴム、あるいは氷で固めたアルミニウム粉末などが用いられる。固体燃料ロケットの推進剤に含まれる酸化剤は過塩素酸アンモニウムを含まないので、燃焼ガスに有毒で発癌性があり酸性雨や地球温暖化やオゾン層の破壊をもたらす塩素化合物を排出せず環境に優しい、燃焼によって生成される生成物の分子量も小さいので従来の固体燃料ロケットよりも比推力が高いという特徴を有する。
ハイブリッドロケットの比推力は固体燃料ロケットよりも高く、炭化水素系推進剤とほぼ同等である。金属化された燃料を使用したハイブリッドロケットでは、400秒という高い比推力が測定されている。また、ハイブリッドシステムは固体燃料ロケットよりも複雑ではあるが、固体燃料の製造や運搬、取り扱いにおける危険性が少ないことで相殺することができる。世界初の民間有人宇宙船であるスペースシップワンに採用されたのもそのような特徴を買われたからである。
全体的にハイブリッドロケットの開発は液体燃料ロケットや固体燃料ロケットと比較して遅れている。開発が進まない一因として(低燃焼速度に起因する単位重量毎の推力が低いというような)ハイブリッドロケットで解決すべき課題は既に液体推進剤と固体推進剤では解決済みで、それらはそれぞれの特性に適した用途への開発が進んでおり、それらに対して優位性の乏しいハイブリッドロケットの開発は克服すべき課題の困難さに対して利点が少ないからであるとの指摘もある。

## 歴史
ハイブリッドロケットの開発は1937年に既にドイツのヘルマン・オーベルトが開発に着手していた。その後、1960年代まで各国で断続的に細々と研究が続けられてきた。1961年頃までは燃焼効率が低く、推力はおよそ100重量キログラム (1 kN)程度でハイブリッドロケットの境界層燃焼は1961年から1962年頃まで燃焼機構が不明確だった。1963年にはインドで推力500重量キログラム (5 kN)のハイブリッドロケットエンジンが開発され、この頃からフランスやスウェーデン等、各国が開発に取り組むようになり、1964年頃にはフランスがLEX観測ロケット、1965年頃にはスウェーデンがSR-1観測ロケットをそれぞれ開発した。アメリカ合衆国ではユナイテッド・テクノロジーズ、チオコール社のリアクション・モーターズ部門とエアロジェットゼネラルが開発した。

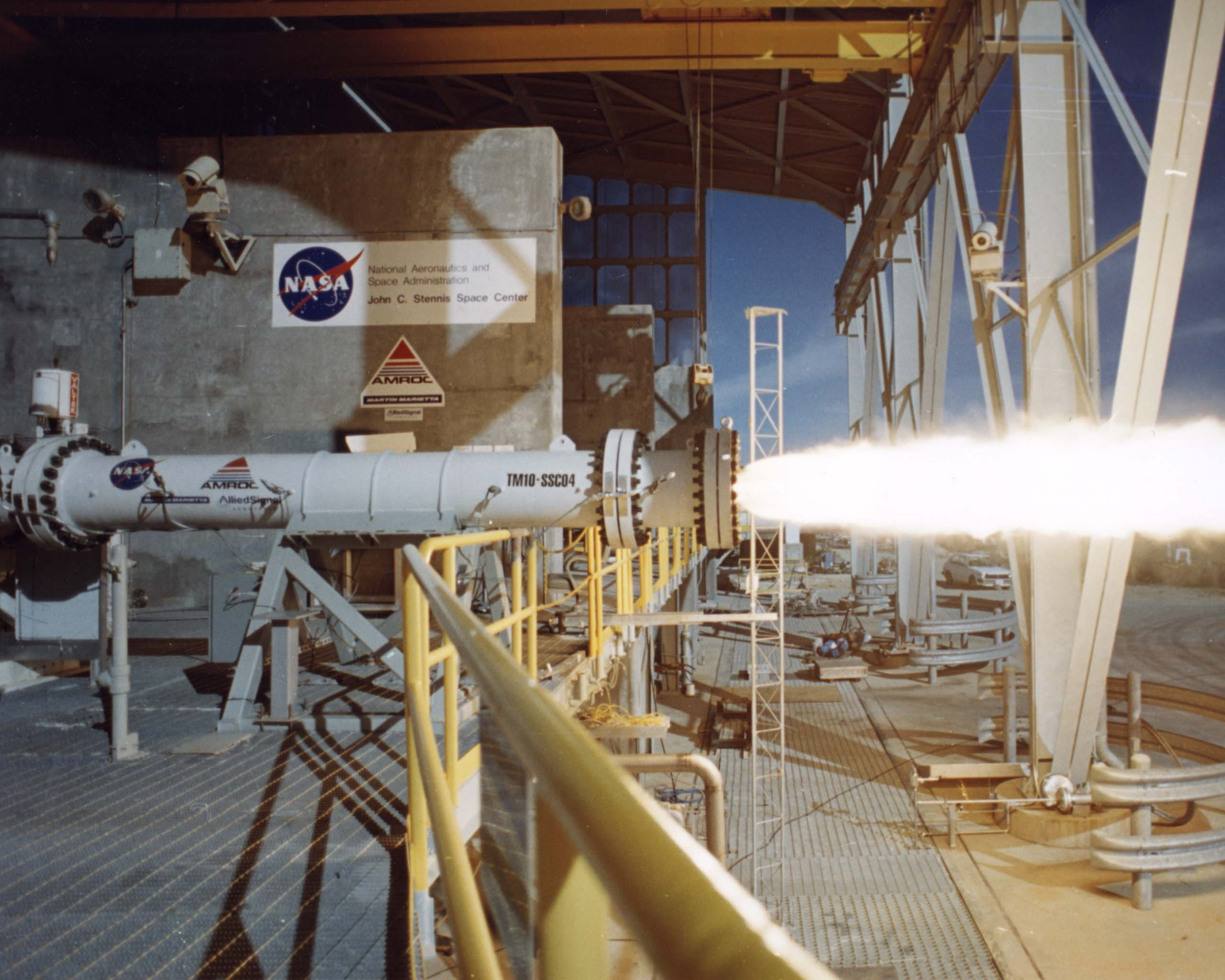
1994年にステニス宇宙センターでアメリカンロケットカンパニーが44kNのハイブリッドロケットモーター燃焼実験を行った。

スウェーデンでは水素化ホウ素リチウムと水素化アルミニウムリチウムのような添加剤を赤煙硝酸の点火の遅れを減らすために少量添加されたアミンを主成分とするTagaformと称される燃料が使用された。このようなシステムの点火の遅れは2から3ミリ秒だったとされる。この推進剤は粉末を型に入れて加圧して成型され、脆く、衝撃に対して敏感だったので望ましいものではなかった。フランスでは赤煙硝酸と自己着火性の n-メタトルエン ジアミン(NMTD)とphosphoraux (リン酸トリ n-メチルイミド)が使用された。アメリカでは酸化剤として硝酸と液体フッ素と酸素の混合物と燃料としてPMMA, ポリエチレンとポリブタジエンが使用され、イスラエルではポリエステルにおよそ10-20%の過塩素酸アンモニウムを混ぜて使用された。この燃料は単独では燃焼しないが、赤煙硝酸を酸化剤として使用した場合、およそ2倍の速度で燃焼した。

## 構造

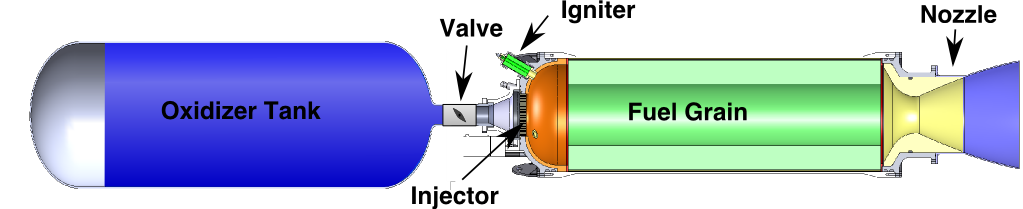
ハイブリッド推進システムの模式図

ハイブリッドロケットは液体推進剤が納められた圧力容器(タンク)と固体燃料が充填された燃焼室から構成され、弁によってこれらの二つは分けられている。推力が必要な時には弁を開けることで燃焼室内に液体推進剤を供給し、点火装置を用いて点火する。燃焼中は液体(または気体)が燃焼室内に流れ、蒸発して固体推進剤と反応する。燃焼の発生によって隣接する固体燃料の表面の境界層に火炎が広がる。
1960年代初頭の研究で比推力と低周波不安定燃焼という2つの重要な問題が解決された。初期の文献の記述では燃焼行程は燃料の表面近傍で起きると記述されていたが、実際には気化した燃料が燃焼室内で酸化剤と混合して燃焼する。前端部から噴射された酸化剤は気化した燃料と必ずしも激しく混合されるわけではない。
不安定燃焼の原因は酸化剤の気化が少なく噴射してからしばらくしてから気化するので燃焼室内に酸化剤の密度差が生じ、これが不安定燃焼の一因になる。これを解決する一手段として噴射装置に酸化剤の加熱装置を装備したところ、酸化剤の粘性が下がり、流動性が高まり、赤煙硝酸を酸化剤とする燃焼効率は 60から98%に改善された。
燃焼速度は燃焼室の圧力に依存し、高圧燃焼の方が燃焼速度が速まる。

## 推進剤
過塩素酸アンモニウムのような固体の酸化剤は安全面に問題を抱えているだけでなく、液体の酸化剤よりも性能が低いため、通常液体推進剤を酸化剤とし、固体推進剤を燃料とするのが一般的である。また、HTPBやパラフィンにアルミニウムやリチウムや水素吸蔵合金を添加する事により高エネルギーの固体燃料として使用する。
ハイブリッドロケットで一般的な液体酸化剤としては、液体酸素や亜酸化窒素が用いられる。酸化剤として塩素やフッ素も提案されているが毒性、腐食性等の理由により実現性は低いと考えられる。他に酸化剤として常温での貯蔵が可能な過酸化水素や四酸化二窒素もあるが実用には至っていない。

## ハイブリッドロケットの利点

### 液体燃料ロケットと比較した場合の利点
- 機械的に単純である - 液体は一種類のため、配管が短く簡単に済む。
- 燃料の密度が高い - 燃料は固体であり、液体燃料よりも密度が高い（ただし、これは比重が高いという意味であってエネルギー密度が高いという意味ではない）。
- 比推力向上が容易である - アルミニウムやマグネシウム、リチウム、ベリリウムのような反応性の高い金属を添加したり、さらにそれらの金属に水素を吸蔵させる事により、比較的容易に比推力を高めることができる。
- 制御性がよい - 複雑なシーケンスを伴わないため、始動/停止/再始動が容易なうえ、酸化剤の供給量を変えるだけで出力の調整を行うことが可能である。

### 固体燃料ロケットと比較した場合の利点
- 比推力が高い - 燃焼生成物の分子量が固体燃料ロケットの燃焼生成物よりも小さく、理論的に高い比推力が得られる。
- 爆発の危険性が低い - 推進剤が製造時の亀裂のような不具合をある程度許容するため、爆発の危険性が低い。
- 制御性がよい - 始動/停止/再始動が容易なうえ、酸化剤の供給量を変えるだけで出力の調整を行うことが可能である。
- 低毒性である - 液体酸素や亜酸化窒素のような毒性のない酸化剤を使用できる。
- 取り扱いが容易である - 現地で打ち上げ前に遠隔操作によって酸化剤を充填すればよいため、射場まで安全な状態で輸送できる。
- 推進剤が廉価 - 製造に危険性、有毒性のある特殊な原材料を用いる固体推進剤と比較して比較的廉価な原材料を燃料、酸化剤として使用できる。

## ハイブリッドロケットの短所
ハイブリッドロケットでは、燃焼の進行に伴って燃焼室内のポート（通路）が広くなってしまうため、完全に反応せずにポートを通過してしまう酸化剤が増加する傾向にある(これを O/F シフトと呼ぶ)。したがって、多くのハイブリッドロケットシステムでは燃焼が進行するにつれて酸化剤リッチになり、平均比推力が低下してしまう。また燃焼速度は固体燃料ロケットの約1/3と遅い。
燃焼速度の低い燃料の場合には複数の穴があけられたマルチポート燃料を使用する（蓮根を想像すると分かりやすい）。ただ。マルチポート燃料は体積効率が低く、構造が複雑になり難易度が高い。1990年代末に開発された燃焼速度が高く液化しやすい燃料を利用することでこの問題を解決できる可能性がある。
適切に設計されたハイブリッドロケットはO/Fシフトの影響が非常に小さく、比推力がO/F比のピークによらず概ね一定となる。
仮に大きさを2倍にすると二乗三乗の法則により、体積、重量は8倍になるものの、燃焼断面の表面積は4倍にしかならず、単位重量毎の燃焼ガスの生成量が1/2になり、相対的に推力が不足する。固体燃料ロケットの推進剤の場合には燃焼速度を速めた組成の固体推進剤を使用する事でこの問題を克服しているが、ハイブリッドロケットエンジンでは燃焼速度を速める手段が限られており、これが大型化、大推力化の妨げになっている。

## ハイブリッドロケットの安全性
設計が適切で、かつ製造上の問題がない限り、ハイブリッドロケットの安全性は一般的に高い。しかしながら、圧力容器が破損するなどした場合には破裂することもありうる。
- 圧力容器の破損 - 燃焼室と圧力容器間の熱絶縁に問題が生じた場合、燃焼器の壁面付近の高温燃焼ガスが侵入して圧力容器を破裂させることがある。
- 逆流 - 亜酸化窒素や過酸化水素の発熱分解によって、燃焼室からの火炎や高温のガスが噴射器を通じて伝播し、酸化剤に点火してタンクの爆発を引き起こす。燃焼が不安定になると圧力降下により噴射器からガスが逆流する。
- 燃料は単体では不活性であり、爆発することはない。また固体燃料ロケットと違い、燃料に亀裂があってもノズルが詰まらない限りは安全である。一度着火すると燃え尽きるまで燃焼が継続する固体燃料ロケットとは異なり、出力調整が可能で酸化剤の供給を停止すれば燃焼も止まる。
- ハード スタート - 特に亜酸化窒素のような一液系推進剤を使用するシステムにおいて、点火時に燃焼室内の酸化剤が過剰になる事によって一時的に過圧が発生したり、急激な圧力上昇が生じる場合がある。

推進剤の組み合わせには "explosive equivalence" と呼ばれる危険性の指標が与えられることがある。これに推進剤の重量をかけたものは、同じ重量のTNT爆薬が機体を破壊する能力に相当する。固体燃料ロケットで100, 液体燃料ロケットで10から20であるのに対して、ハイブリッドロケットでは多くの場合0とされるが、爆発する危険が全くないわけではない（後述）。
ハイブリッドロケットの燃料は酸化剤を含まないため、単独で爆発的に燃焼することはありえない。このためハイブリッドロケットの燃料はTNT換算では値を持たない。対照的に固体燃料ロケットでは推進剤重量とTNT換算が近い値となる。液体燃料の場合は一般的には実際に燃焼する燃料と酸化剤の重量に基づいてTNT換算値が計算される。これは総推進剤重量の10-20%である。ハイブリッドロケットの場合、燃焼室内に酸化剤を満たした状態で点火しても固体燃料が全部爆発する事はないので、爆発換算値は多くの場合、0%とされる。
固体推進剤の開発の初期には5-6kHz(およそ2-10%の圧力変動)の高周波の不安定燃焼は無かったが、燃焼速度が上がり、この問題が散見されるようになり、ハイブリッドロケットでも類似の現象が散見される。

## ハイブリッドロケットをめぐる状況

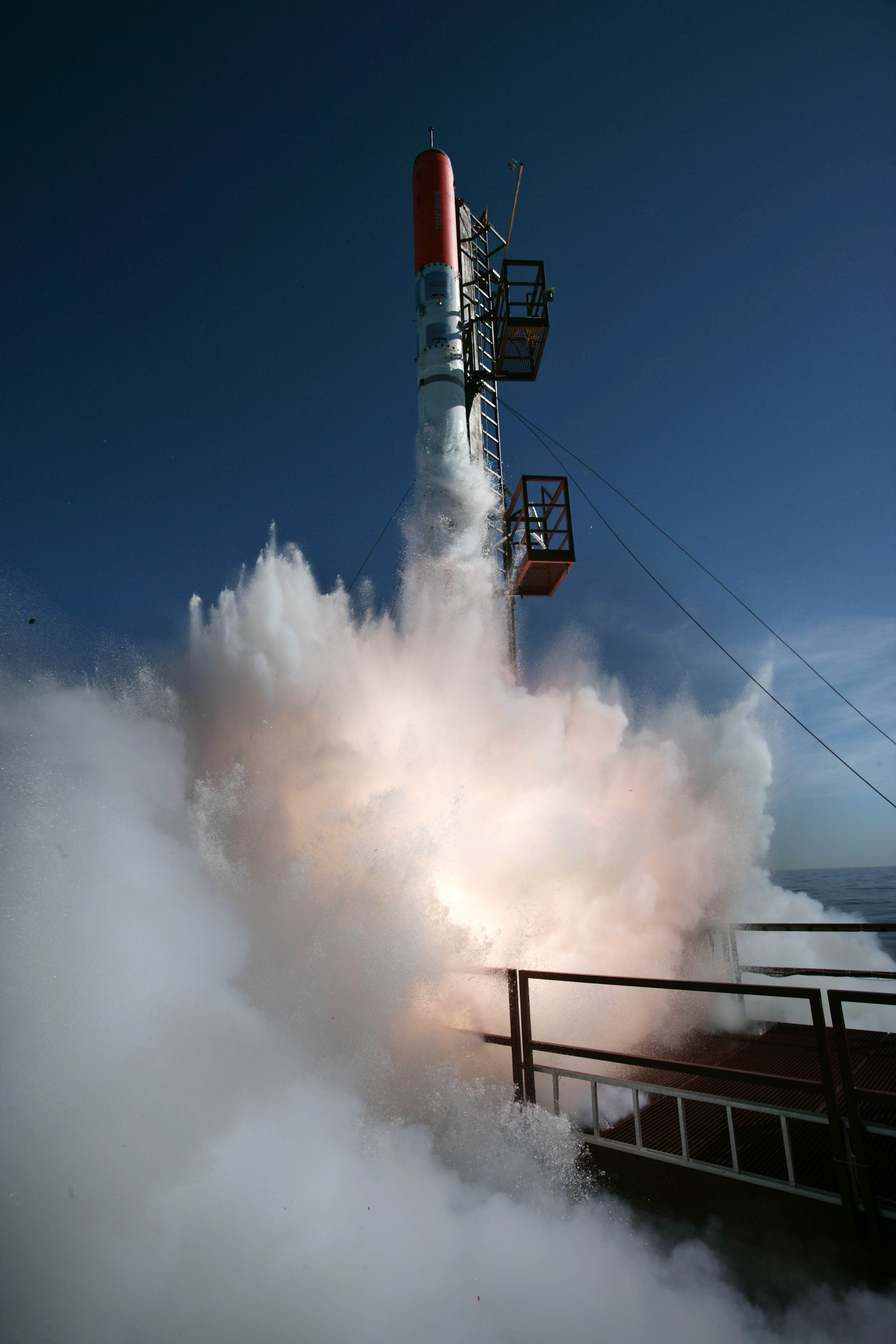
コペンハーゲン・サブオービタルズによるHEAT1/Tychoの打ち上げ

1998年にSpaceDevは、200基以上のハイブリッドロケットの試射データを含む8年以上にわたって蓄積されたアメリカンロケット社の全ての知的財産を取得した。SpaceDevは4.5kNから1.1MNまでに渡る各種の推力のハイブリッドロケットエンジンを試験した。SpaceDevが世界最初の民間宇宙船であるスペースシップワン向けに製造したモデルは、それまでに作られた中で最も大きなハイブリッドロケットであり、末端水酸基ポリブタジエン（HTPB）と液体亜酸化窒素（N2O）を使用した。
SpaceDev社（2008年12月にシエラ・ネヴァダ・コーポレーション (SNC) に買収された）は、小型の衛星打ち上げロケットであるStreakerと弾道飛行と周回飛行の両方の能力を備える有人宇宙船のドリームチェイサーを開発中である。Streakerとドリームチェイサーは両方とも亜酸化窒素と末端水酸基ポリブタジエン（HTPB)を使用する計画であった。しかし、2014年夏に、ドリームチェイサーの推進系ではハイブリッドロケットは使わず、液体推進系に変更することが明らかにされた。
Space Propulsion Groupは1999年にスタンフォード大学のArif Karabeyoglu博士、Brian Cantwell教授らによって液化進行率の高いハイブリッドロケット燃料を開発する為に設立された。直径12.5インチ、推力13,000 lbfのエンジンの燃焼試験に成功した。現在はその技術を使用して2010年に最初の燃焼試験を行う為に直径24インチ、推力25,000 lbfのエンジンを開発中である。
オービタルテクノロジーズ社(Orbitec)はアメリカ政府から"Vortex Hybrid"の概念を含むハイブリッドロケットの研究の為に出資を受けた。このOrbtec社も2014年6月にシエラ・ネヴァダ・コーポレーション (SNC) に買収された。
エンバイロメンタル・エアロスペース(eAc)はハイブリッド推進システムを開発する為に1994年に設立された。スペースシップワンのエンジン設計競技に参加したがSpaceDevに敗れた。
反動研究学会 (RRS) は液体燃料ロケット推進についての仕事で知られているが、一方、ハイブリッドロケットによる推進に関する研究、及び、開発においても長い歴史を有する。
デンマークのロケットのグループであるコペンハーゲン・サブオービタルズは酸化剤として当初はN2O、現在では液体酸素を使用する複数のハイブリッドエンジンを設計して燃焼試験を行った。彼らは燃料としてエポキシ、パラフィン、ポリエチレンを利用していた。
ブラジルでは全備重量7800kgで20kgの衛星を打ち上げる過酸化水素を酸化剤として使用するハイブリッドロケットの概念が検討された。
ルーマニアのARCA Spaceは過酸化水素/歴青を推進剤として太陽熱気球から発射して低軌道に400kgのペイロードを投入するハースを開発していた。
いくつかの大学でも近年ハイブリッドロケットの実験がされた。ブリガムヤング大学、ユタ大学とユタ州立大学は学生が設計した燃料に末端水酸基ポリブタジエン（HTPB）、酸化剤に酸素ガスを使用するUnity IVと呼ばれるロケットを1995年に打ち上げ、2003年にはより大型でHTPBと亜酸化窒素を燃焼させるロケットを打ち上げた。
スタンフォード大学はハイブリッドロケットの開発に液層燃焼理論を取り入れた。スタンフォードのグループは高度100 kmに到達しうるPeregrine 観測ロケットを開発中である。
ミュンヘン工科大学のWARR学生チームは1970年代から酸、酸素、亜酸化窒素をポリエチレンやHTPBと燃焼するハイブリッドロケットエンジンとロケットの開発を始めた。開発には地上試験用エンジンと同様にドイツ初のハイブリッドロケットであるBarbarella (rocket)のような飛行用もある。
ブラジル大学のハイブリッドのチームはパラフィン/亜酸化窒素のハイブリッドロケットの研究を行っており、すでに50回以上の燃焼試験を行っている。現在は液化推進剤、数値最適化とロケットの設計に取り組んでいる。
ミシガン大学、アルカンザス大学、ヘンドリクス大学、イリノイ大学アーバナ・シャンペーン校、ポートランド州立大学、テキサスA&M大学のような他の多くの大学でも同様に学生によるハイブリッドロケットの研究の為にハイブリッドエンジンの試験設備を持つ。ボストン大学の学生による"ロケットチーム"は以前は固体燃料ロケットのみを打ち上げていたがパラフィンとHTPB固体燃料と酸化剤として亜酸化窒素を使用した複数回の地上試験を完了した。
フロリダ工科大学はパンサー計画で試験に成功してハイブリッド技術を発展させた。
イギリスを拠点とする Laughing-gas チームはドラッグレースカーに4機のN2Oハイブリッドロケットを使用する。それぞれのロケットは外径が150mmで全長が1.4mである。それらは燃料に食用油を滲み込ませて高密度に巻かれた紙を使用する。N2Oは窒素で加圧されたピストン式蓄圧器から供給され、反動を緩和する。
アマチュアや愛好家が入手可能なロケットエンジンシステムがいくつか提供されている。これらには人気のあるHyperTekシステムやRATTWorks、Skyripper Systems、 West Coast Hybrids、Contrail Rockets や Propulsion Polymersのような'Urbanski-Colburn Valved' (U/C)システムが含まれる。
これらは酸化剤として亜酸化窒素を使用し、燃料にはPVCやポリエチレンのようなプラスチックやHTPBのような樹脂を基にした燃料が使用されている。これにより1回あたりの費用を固体燃料ロケットよりも低減できるが、全体的に言ってハイブリッドロケットには'GSE'(Ground Support Equipment:地上支援機材)が必要である。
2006年6月17日、カナダ宇宙学会 (CSS) での会合では気体酸素とアクリル燃料の組み合わせたハイブリッドロケットモーターの実演が行われた。
モーターはトロント宇宙博物館のCSSの展示を担当するRobert Gissing、Daniel FaberとLuke Strasによって作られた。
光学規格のアクリルのパイプは燃料と燃焼器としての役割があり、透明なアクリルのパイプを透して内部で燃焼する様子を見ることが出来るようになっている。燃焼の様子は公開されている。
2007年7月27日午前（日本時間）、スペースシップワンを開発したスケールドコンポジッツ社がアメリカ・カリフォルニア州のモハーベ空港で宇宙船用のハイブリッドロケットエンジンの試験をしていたところ、爆発事故が発生し、3人が死亡、3人が重傷を負った。
粉末状のアルミニウムと微細な氷の粒子を混合したALICEはテルミット反応により推進力を供給する。2009年にNASA、米空軍、パデュー大とペンシルベニア大が実験をおこなっている。
日本では、北海道大学などの産学協同グループがCAMUIロケットを開発している。CAMUIは燃料ブロックを複数の段（ステージ）に分け、段ごとにポートの位置をずらすことによって反応効率を上げ、小型ながら高推力を実現している。2002年から2010年3月まで数回の打ち上げ実験が行われ、うち1回を除いて成功した。
秋田大学イノベーション創出総合研究機構秋田宇宙開発研究所ではハイブリッドロケットの開発を進めていて高さは10mの日本の大学で所有するものでは国内最大級となるハイブリッドロケット用発射台を保有する。
首都大学東京では2001年に日本国内初のハイブリッドロケット(推力700N，燃焼時間7秒)の打ち上げに成功、2011年に総重量17.8トンで232kgの軌道投入能力を有する多段式ハイブリッドロケットの概念設計が検討された。
東海大学では2005年にマイクロワックスと亜酸化窒素を使用したハイブリッドロケットを打ち上げた。
室蘭工業大学ではハイブリッドロケットの開発が進行している。
和歌山大学では和歌山大学宇宙開発プロジェクト(WSP)と宇宙教育研究所がハイブリッドロケットの開発を進める。
2015年3月7日、食品メーカー・UHA味覚糖、秋田大学秋田宇宙開発研究所・和田豊所長、和歌山大学宇宙教育研究所・秋山演亮所長、国立天文台チリ観測所・阪本成一教授などからなる「Candy Rocket Project実行委員会」は、燃料としてキャンディを使用したハイブリッドロケットの打ち上げに成功した。
神奈川大学工学部及び宇宙ロケット部では能代宇宙イベント及び、伊豆大島にて材料費１台８０万円の超小型ハイブリッドロケット打ち上げ実験を行っており、2017年には高度4,779mに到達。